# Закон України «Про об'єднання громадян»
Закон України «Про об'єднання громадян» — закон, прийнятий Верховною Радою України 16 червня 1992 року. Закон має N 2460-XII. З січня 2013 року нечинний.

## Опис закону
Закон прийнятий з метою реалізації права громадян України на свободу об'єднання, що є невід'ємним правом людини, що закріплене Загальною декларацією прав людини, і гарантується Конституцією та законодавством України. Держава сприяє розвитку політичної та громадської активності, творчої ініціативи громадян і створює рівні умови для діяльності їх об'єднань.
Об'єднанням громадян є добровільне громадське формування, створене на основі єдності інтересів для спільної реалізації громадянами своїх прав і свобод. Об'єднання громадян, незалежно від назви (рух, конгрес, асоціація, фонд, спілка тощо) відповідно до цього Закону визнається політичною партією або громадською організацією.
Закон утратив чинність з 1 січня 2013 року у зв'язку з прийняттям нового Закону України «Про громадські об'єднання».